# المراري (المفتاح)

تعديل مصدري - تعديل

المراري هي إحدى قرى عزلة الجبر الاسفل بمديرية المفتاح التابعة لمحافظة حجة، بلغ تعداد سكانها 1172 نسمة حسب تعداد اليمن لعام 2004.